# Mallerenga cuallarga pigmea
La mallerenga cuallarga pigmea (Aegithalos exilis; syn: Psaltria exilis) és una espècie d'ocell, que pertany a la família dels egitàlids (Aegithalidae). El seu estat de conservació es considera de risc mínim.
És endèmic d'Indonèsia, on habita només a l'illa de Java. En Java es limita als boscos montans i plantacions per sobre de 1.000 m, ocasionalment fins a 830 m a l'oest de l'illa. Freqüenta els boscos de coníferes i altres tipus de bosc obert, i es troba sovint als límits del bosc.
El seu nom fa referència a la seva petita grandària, ja que fa 8.5 – 8.7 cm de llargària, el que el fa l'ocell més petit de la seva família, a més de l'au més petita de Java.

## Taxonomia
Segons el Handook of the Birds of the World i la quarta versió de la BirdLife International Checklist of the birds of the world (Desembre 2019) la mallerenga cuallarga pigmea és considerada l'única espècie del gènere Psaltria, però el Congrés Ornitològic Internacional (versió 12.2, juliol 2022), situa aquesta espècie dins del gènere Aegithalos.
Anteriorment, l'espècie es va col·locar, juntament amb la resta dels egitàlids, a la família dels pàrids (Paridae). Les relacions amb la resta de membres de la família és incerta, però es col·loca dins ella a causa de similituds en el comportament i vocalitzacions.